# Motometer (Instrument)

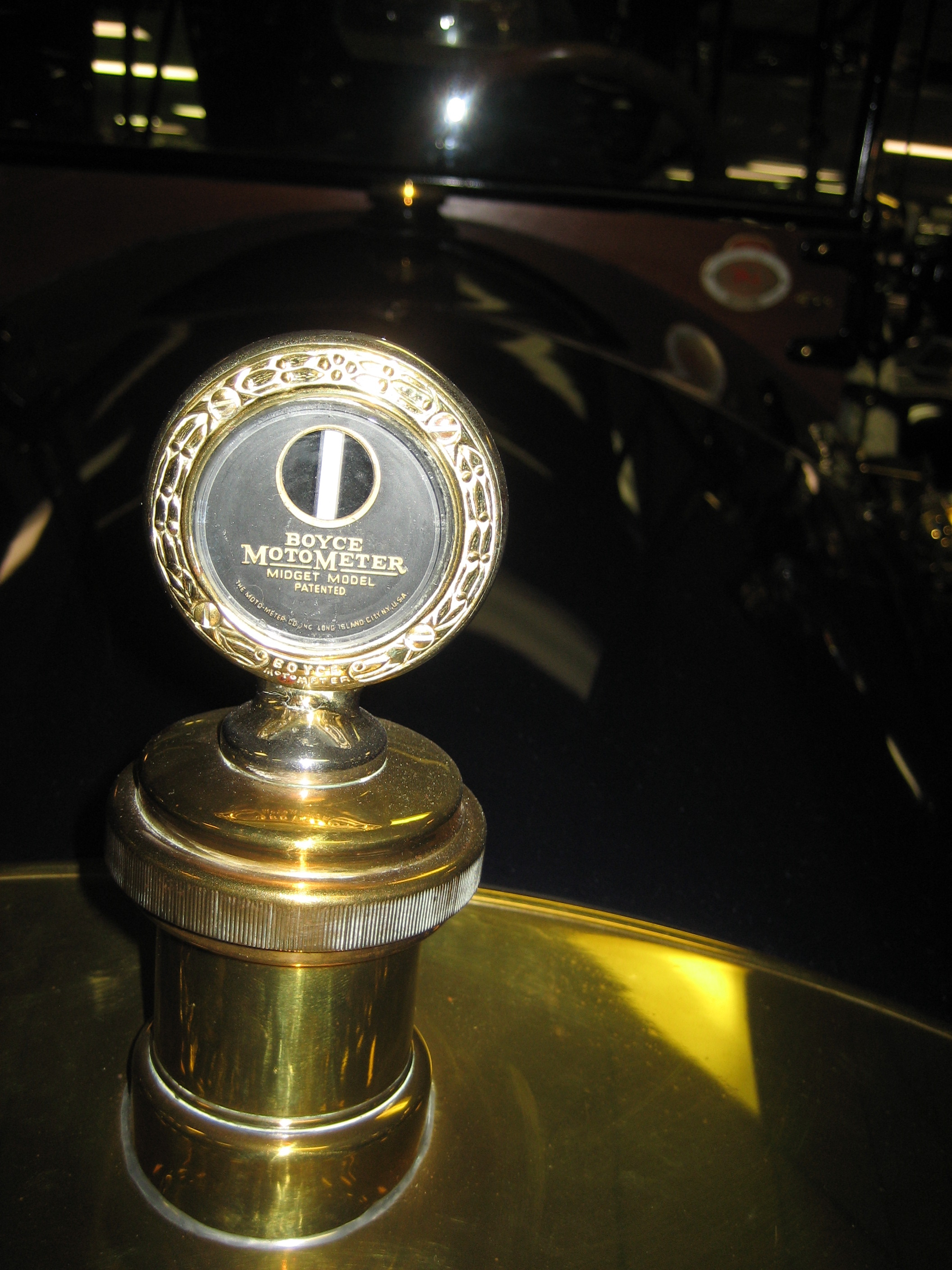
Boyce MotoMeter Modell „Midget“, Messing-Ausführung, auf dem Kühler eines US-amerikanischen Car-Nation von 1913. Dies ist das kleinste Gerät des Herstellers und bereits beidseitig ablesbar. Möglicherweise eine Reproduktion.

Der Begriff Motometer ist eine Kurzform von Motor-Thermometer. Ursprünglich der Firmen- und Markenname des langjährigen Marktführers Motometer, setzte er sich als Sammelbegriff durch für eine Vorrichtung an frühen Automobilen mit Wasserkühlung. Das Gerät wird auf den Kühlerverschluss geschraubt (später auch geklemmt) und misst mittels Fühler im Kühlkreislauf die Wasser- oder Umgebungstemperatur darin, seltener seinen Wasserstand. Das Ergebnis wird auf einer Skala angezeigt, die vom Wageninneren aus sichtbar ist. Es gab eine ganze Reihe von Herstellern mit unterschiedlichen technischen Lösungsansätzen.
Im Gegensatz zu Kühlerfiguren erfüllen Motometer also eine funktionale Aufgabe und dienen nicht nur (aber auch) der Ästhetik des Fahrzeugs.

## Geschichte
Zu Beginn der Motorisierung gab es keine Anzeigen der Betriebstemperatur. Dabei führten zu hohe Wassertemperaturen oft zu irreparablen Schäden. Der spätere Marktführer Boyce MotoMeter begann 1912 mit der Produktion solcher Messgeräte. Zunächst erschienen Versionen, die direkt am Motor abgelesen werden mussten. Das Motometer war eine gute Zwischenlösung bis Temperaturanzeigen im Armaturenbrett zur Verfügung standen, immerhin musste nun der Wagen zum Ablesen nicht mehr verlassen werden.
Eine Messwertanzeige direkt am Armaturenbrett ermöglichten erst das 1917 von Boyce herausgebrachte Kapillarrohr-Fernthermometer. Motometer wurden nach dem Erscheinen elektrischer Anzeigen überflüssig. Heute gibt es einen Nischenmarkt im Bereich von Automobilrestaurierungen.

## Aufbau und Funktionsweise

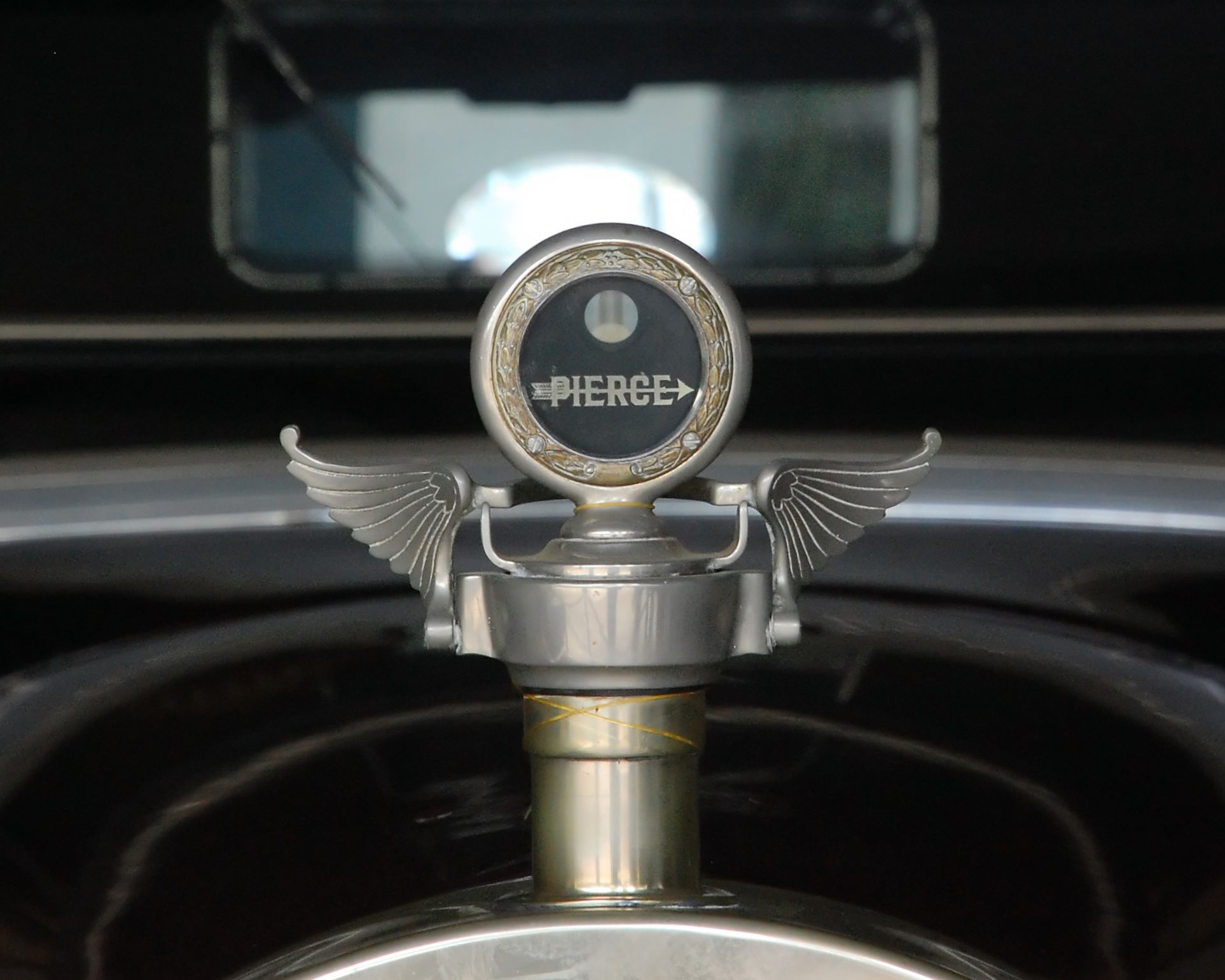
Beidseitig ablesbares Boyce Motometer mit Verzierung auf einem US-amerikanischen Pierce-Arrow von 1919. Der Kühlerverschluss ist festgeklemmt und lässt sich nach vorn schwenken, wobei die Schwingen als Griff dienen. Von dieser Seite ist nur der oberste Bereich der Temperaturanzeige sichtbar.

Zu dieser Zeit wurde für Automobile mit Verbrennungsmotor und Wasserkühlung in der Regel eine Thermosiphonkühlung verwendet. Diese Kühlung hat einen niedrigeren Siedepunkt als ein System, das unter Druck arbeitet. Entsprechend kalibriert, funktionieren Motometer in beiden Systemen.
Das Motometer ist ein gewöhnliches Thermometer das je nach Hersteller in der Regel als Flüssigkeits- oder Bimetallthermometer ausgeführt ist. Üblicherweise besteht es aus einem Gehäuse mit Fuß, einem Temperaturfühler und einer Anzeige.
Anfangs wurden die Gehäuse aus Messingguss, später aus Zinkdruckguss hergestellt. Als ab etwa 1915 blanke Messingteile unmodern wurden, kamen auch lackierte oder vernickelte Geräte auf den Markt. Seltener, etwa von Radiametre Maxant, wurden Bakelit-Gehäuse verwendet. Auf der Innenseite des Gehäuses ist eine Blechscheibe mit einer aufgedruckten Skala eingepasst. Davor ist ein gläsernes Kapillar-Röhrchen senkrecht so eingelassen, dass die Skala und das Röhrchen mit der Anzeigeflüssigkeit die eigentliche Temperaturanzeige bilden. Die Anzeige ist so kalibriert, dass unten der kalte und oben der Siedepunkt angezeigt wird, letzterer mit einem Warnhinweis vor Überhitzung. Die normale Betriebstemperatur im Sommer ist im oberhalb der Mitte angesetzt. Als Anzeigeflüssigkeit im Röhrchen wird meist Quecksilber oder rot eingefärbter Alkohol verwendet.
Als Abdeckung dient ein Deckglas, das zusammen mit Lünette und Dichtungsring mit dem Gehäuse wasserdicht verschraubt ist. Die Rückseite des Gehäuses (also der in Fahrtrichtung stehende Teil) ist oft mit Ornamenten verziert oder hat einen Einsatz mit dem Logo der Automarke.
Das Gehäuse wird auf so auf den Kühlerverschluss geschraubt, dass der Temperaturfühler durch den Deckel in das obere Reservoir des Kühlsystems ragt. In der Regel muss dazu der vorhandene Kühlerverschluss durchbohrt oder ausgetauscht werden.
Gemessen wird entweder die Wassertemperatur mittels der ins Kühlwasser reichenden
Temperaturfühler. Besser ist es jedoch, wenn die Umgebungstemperatur unmittelbar darüber gemessen wird. Ragt der Fühler in den Luftraum über dem Kühlwasserstand, kann an der Motometer-Anzeige zusätzlich ein Kühlmittelverlust erkannt werden, denn dann steigt die Temperatur in diesem Luftraum über die Siedetemperatur des Kühlmittels. Marktführer Boyce verlegte sich folgerichtig auf das Ablesen der Lufttemperatur.
Die Skala wird vom Fahrer durch die Windschutzscheibe abgelesen. Um dies zu erleichtern sitzt das Gehäuse leicht zum Fahrer gedreht; d. h., es gibt Ausführungen für links- und rechtsgelenkte Fahrzeuge.

### Boyce 1926
Boyce Motometer listet für 1926 vier verschiedene Grundtypen auf:
| Modell    | Anwendung             | Preis US$ |
| --------- | --------------------- | --------- |
| Standard  | große PKWs            | 10.00     |
| Universal | Gebrauchswagen        | 7.50      |
| Junior    | kleine Gebrauchswagen | 5.00      |
| Midget    | Kleinwagen            | 2.50      |

Besondere Ausführungen wurden für LKW und das Ford Modell T hergestellt.
An den besseren Thermometern können einzelne Teile ausgetauscht werden. Der Hersteller gab dazu Empfehlungen ab.
Viele Motometer waren jedoch billig hergestellt. Oft waren dann Anzeige und Deckglas eingelötet; solche Geräte können nicht repariert werden.
Allgemein ist die rein mechanische Technik dieser Geräte nicht besonders exakt; Abweichungen von 10 Grad Celsius nach oben oder unten sind möglich. Das Ablesen bei Nacht oder bei schlechter Witterung ist kaum möglich. Immerhin war das Instrument preiswert herzustellen und gab wenigstens einen Anhaltspunkt über den Zustand des Motors.

### Varianten

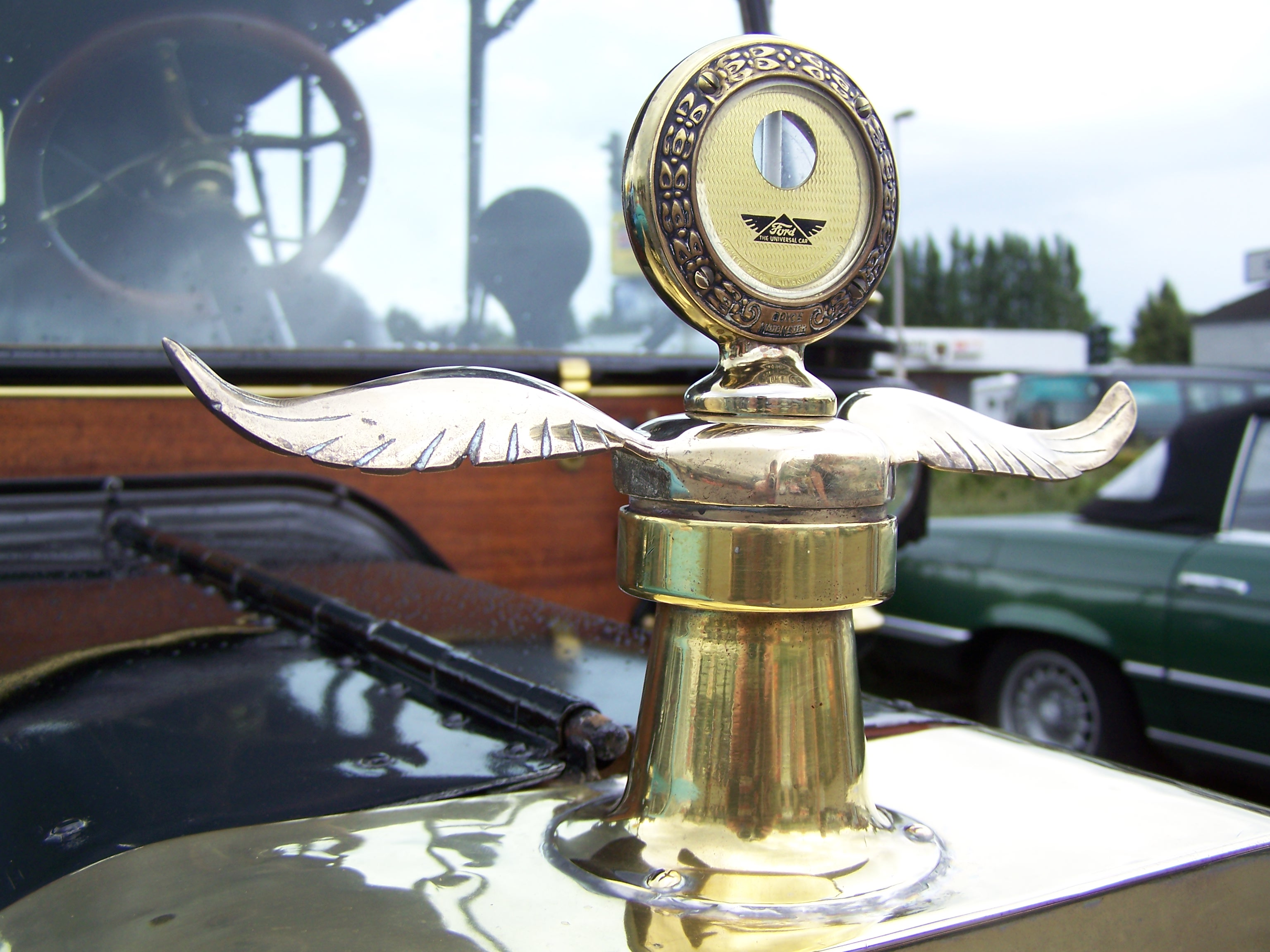
Reproduktion eines beidseitig ablesbaren Boyce-Motometers mit als Schwingen ausgebildetem Drehgriff für den Kühlerverschluss auf einem Ford Modell T von 1914.

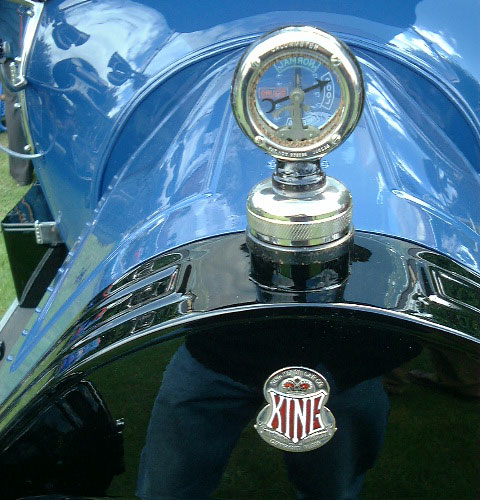
Motometer eines unbekannten, wahrscheinlich britischen, Herstellers auf einem amerikanischen King von ca. 1915 lässt sich die Temperatur mit einem Zeiger von einer Skala von „Cold“ über „Normal“ bis „Hot“ ablesen.

Sehr beliebt waren Motorthermometer die sowohl von vorn wie von hinten ablesbar waren. Diese Geräte haben statt eines Gehäuses einen Metallring, beidseitig eine Lünette und eine zusätzliche Metallscheibe, die Rückseite an Rückseite mit der ersten im Ring befestigt ist. Oben haben beide eine runde Öffnung durch welche der „heiße“ Bereich des Thermometers abgelesen werden kann. Von vorn ist also nur der kritische Temperaturbereich zu sehen, dafür ist Platz für ein Markenlogo oder eine Werbebotschaft. Für den Fahrer ist hingegen das ganze Kapillar-Röhrchen sichtbar. Dieses Motometer wird als Reproduktion wieder angeboten und bei Oldtimer-Restaurierungen gerne verwendet.
Manche Motometer wie etwa das Arrometer von Bushnell, das Calometer (später Calormeter) von Wilmot oder der Morden Indicator zeigen die Temperatur mit einem Pfeil auf einer Skala an. Auch Boyce bot eine ähnliche Version an, die noch für den Ford Modell A (1928–1931) belegt ist; die Skala bestand aus einem Halbkreis mit drei Sektoren; der linke trug die Beschriftung „Cool Motor“ und der mittlere „Driving Range“. Der rechte Sektor war kleiner und mit „Steam“ (Dampf, Siedepunkt) bezeichnet. Zusätzlich gab es unter der Skala eine Sichtscheibe mit grünem Hintergrund, welche mit steigender Temperatur von einer roten Blechscheibe überdeckt wurde.
Das Bemometer der Great Northern Sales Company hat ein Metallgehäuse mit einem kreisrunden Schauglas. Dahinter bewegt sich eine rote, runde Scheibe mit zunehmender Temperatur nach oben, bis sie am Siedepunkt vollständig sichtbar ist.
Ähnlich funktioniert das Moore Motor Semaphore der Semaphoric Indicator Company aus Chicago. Es arbeitet mit je einer roten und einer grünen Scheibe. Der Schwimmer bewegt zwei Hebel die auf jeweils eine Scheibe einwirken. In kaltem Zustand ist nur die grüne Scheibe zu sehen. Je mehr von der roten sichtbar wird desto höher ist die Motortemperatur. Bei Betriebstemperatur sind beide Scheiben teilweise erkennbar; bleibt die rote Scheibe permanent sichtbar ist zu wenig Wasser im Kreislauf.
Das Metro Scope - Benson Favorite der Auto Radiator Meter Company aus Seattle hat eine kreisförmige Skala, welche nur einen umlaufenden, gläsernen Kreisbogen freilässt. Die Anzeige erfolgt durch zwei hinter der Skala angebrachte rote Fahnen. Diese bewegen sich gegenläufig nach oben, sodass der Kreisbogen auf beiden Seiten allmählich rot eingefärbt wird. Die Betriebstemperatur ist erreicht wenn dies zu etwa 2/3 erfolgt ist. Treffen die beiden Anzeigen oben zusammen dann besteht Überhitzungsgefahr.
Einen interessanten Ansatz hat die W.B. Jarvis Co. in Grand Rapids (Michigan) gefunden: Nicht die Temperatur wird gemessen, sondern der Wasserstand im oberen Kühlerreservoir. Je heißer das Wasser – also je mehr Dampf sich im System bildet – desto tiefer sinkt der Wasserpegel. Angezeigt wird dies mittels eines langen Rohres das weit in den Kühler hineinragt und einem Schwimmer der wiederum mit einer Anzeige verbunden ist. Bei vollem Tank steht der Schwimmer am oberen Anschlag. Dies wird mittels Zeiger auf einer vertikalen Skala sichtbar. Je mehr Wasser verdampft desto tiefer sinkt die Anzeige. So wird der Fahrer auch daran erinnert, rechtzeitig Kühlwasser nachzufüllen.

## Fernthermometer
Wie beschrieben, kam Boyce bereits 1917 mit dem ersten Kapillarrohr-Fernthermometer auf den Markt. Das Unternehmen beschrieb die Funktionsweise später so: Das Kapillarrohr-Fernthermometer „bestand lediglich aus drei Teilen: dem Wärmefühler (Tubus), der Kapillarleitung und der Bourdonfeder. Die Erfindung war jedoch spektakulär, denn sie ermöglichte mithilfe des Flüssigkeitsdrucks eine lineare Anzeige. Sobald der Tubus in eine warme oder kalte Flüssigkeit getaucht wurde, hatte die Bourdonfeder das Bestreben, sich zu strecken bzw. sich zusammenzuziehen. Der dadurch bewirkte Ausschlag des Zeigers zeigte auf der Skala die jeweilige Temperatur an“.
Die Anzeige selber war rund, hatte eine indirekte Beleuchtung und einen Fuß aus Metall, der mit einer Rohrschelle auf der Lenksäule befestigt wurde. Es wurde empfohlen, den Temperaturfühler im Wasserschlauch auf der Ausgangsseite des Kühlers anzubringen.

## Automobilzubehör

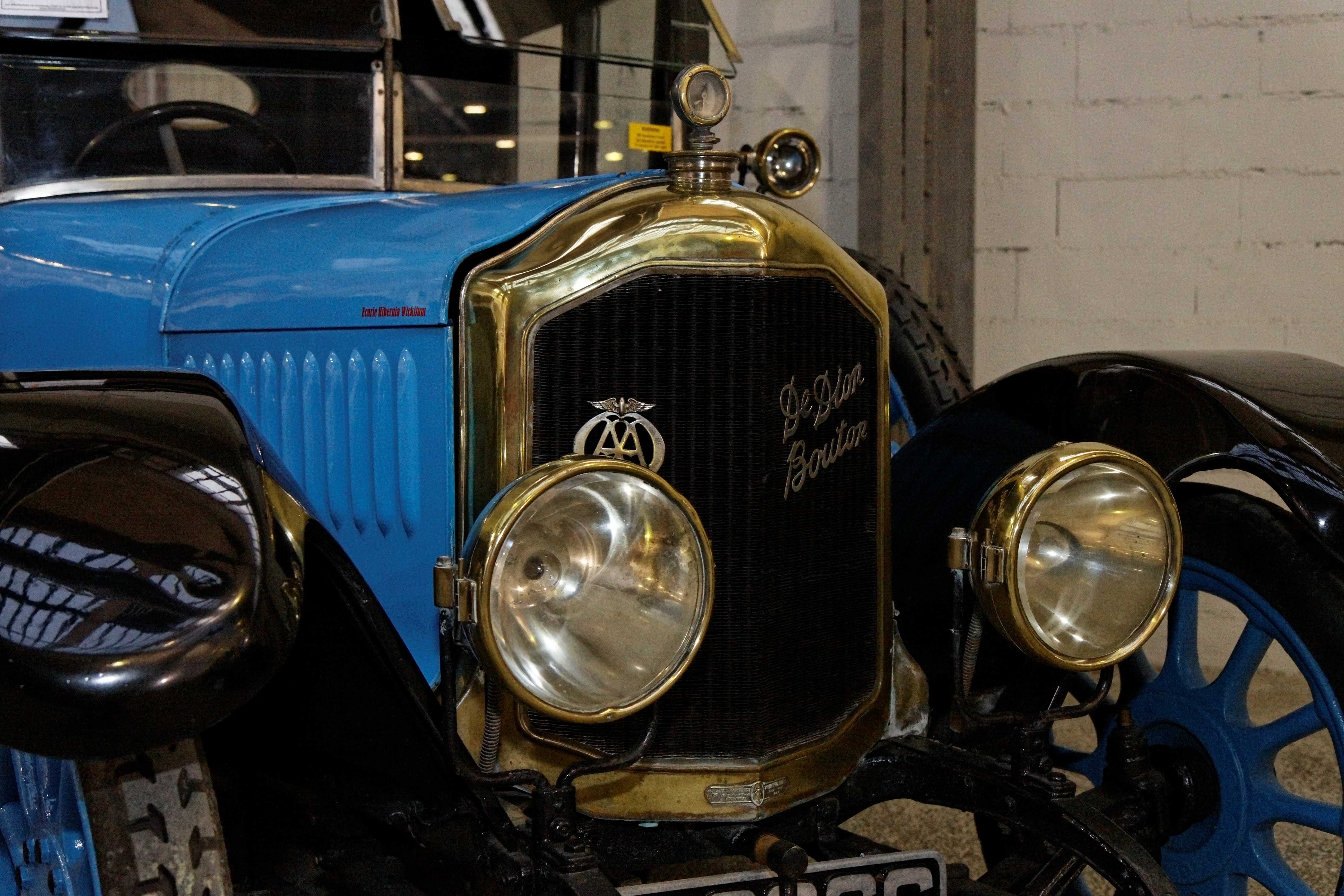
Motometer auf einem De Dion-Bouton 12/24 CV von 1924; wahrscheinlich ein Bushnell Arrometer

Bei vielen Herstellern gehörte das Motor-Thermometer nicht zur Serienausstattung. Oft wurde es als Werkszubehör angeboten, manche Erstausstatter boten ihre Anzeigen aber schon früh auch im markenunabhängigen Zubehörhandel an. Motometer waren in zahlreichen Varianten vom preisgünstigen Massenartikel bis zum kunstvoll gestalteten Einzelstück erhältlich. Wegen seiner prominenten Position ganz vorne am Fahrzeug wurde es auch zum kunstvoll gestalteten Zierteil. Manche Geräte hatten beidseitig Glasdeckel, sodass die Temperatur bei stehendem Fahrzeug auch von vorn abgelesen werden konnte. Andere nützten die Rückseite des Geräts für dekorative Figuren und andere Darstellungen. Viele Motometer haben einen Griff zwischen Verschluss und Anzeige, mit dem sich der Kühler leichter öffnen lässt. Daraus entwickelte sich ein Zierteil, oft in Form von Schwingen. Teurere Motometer haben ein aufwendiger bearbeitetes Gehäuse und manchmal auch eine Figur, dienen also auch der Zier.
Ursprünglich bestanden die Gehäuse der Motor-Thermometer aus Messing. Als sich ab ca. 1915 Nickel zur Oberflächenbehandlung blanker Metallteile durchsetzte, wurden auch sie vernickelt. Einfache Ausführungen waren oft lackiert. Nur wenige Motor-Thermometer wurden original verchromt, weil das Instrument etwa zu der Zeit (ab etwa 1930) durch Anzeigen am Armaturenbrett verdrängt wurde wie Chrom statt Nickel für blanke Teile verwendet wurde.

## Hersteller (Auswahl)

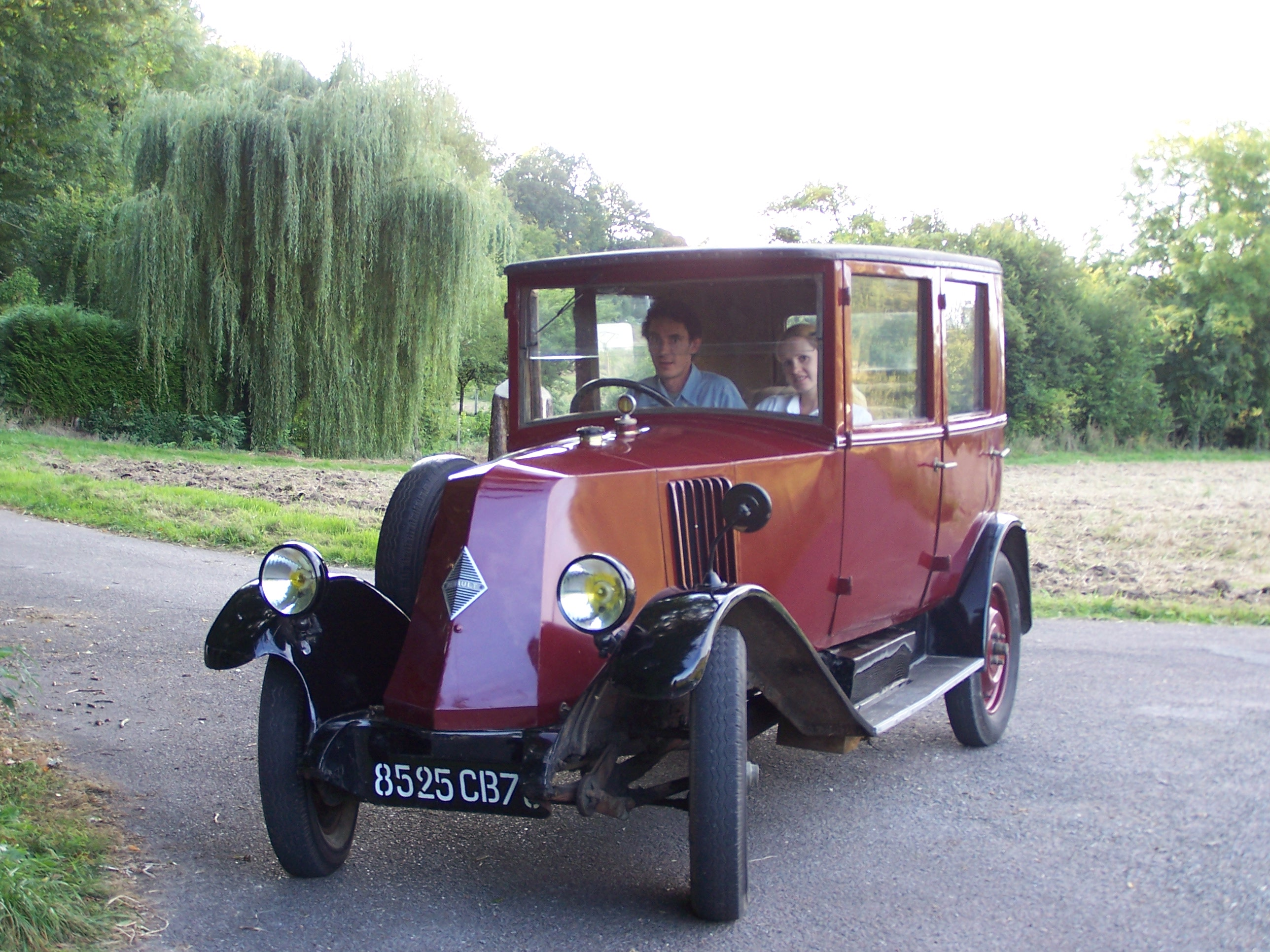
Bei Fahrzeugen mit „Schaufelnase“ sitzt der Kühler entweder vor der Vorderachse oder, wie an diesem Renault NN von 1927, hinter dem Motor; entsprechend nahe beim Fahrer ist das Motor-Thermometer angebracht. Der Verschluss davor ist der Benzintankdeckel.

Der bedeutendste Hersteller solcher Anzeigen war Boyce in den USA. Das Boyce MotoMeter gehörte zur Erstausstattung zahlreicher Automobilhersteller. Lizenznehmer in Deutschland war Motometer.
- Moto-Meter-GmbH, Frankfurt a. M. und Moto Meter Hermann Schlaich GmbH, Stuttgart (Motometer)
- American Motor Safety Corp., Kalamazoo (Michigan); "Unbreakable Hydrometer[22]
- Great Northern Sales Co., Firmensitz unbekannt, „Bemometer“[23]
- G. H. Morden Co., London, „The Morden Indicator“[24]
- Auto Radiator Meter Co., Seattle (Washington) (Metro Scope - Benson Favorite)
- Boyce MotoMeter (Long Island City, New York)
- Bushnell Manufacturing Co., Berkeley, Kalifornien (Arrometer und Junior Arrometer[19])
- W.B. Jarvis Co., Grand Rapids (Michigan)[20]
- Radiametre Maxant, Paris[3]
- Wilmot-Breeden, Ltd. (Vereinigtes Königreich)

## Accessoires für Motometer

### Sockel und Verschlüsse
Verschiedene Hersteller boten alternative Sockel und Verschlüsse an welche über die reine Ästhetik hinaus einen Mehrwert an Komfort oder Sicherheit bieten sollten. Viele Kühlerverschlüsse sind nur aufgeschraubt. Sie zu öffnen benötigt Kraft und kann bei heißem Motor sehr unangenehm sein oder Verletzungen nach sich ziehen. Abhilfe boten Verschlüsse die teilweise auch im Zubehörhandel angeboten wurden; der erforderliche Kraftaufwand wurde mittels langen, seitlich angebrachten Griffen deutlich reduziert. Diese waren entweder bereits Bestandteil des Eisengusses oder wurden einfach seitlich angeschraubt. Weil sie am äußeren Ende eine Verdickung oder eine aufgeschraubte Kugel aus Metall, Kunststoff oder Holz besaßen wurden sie im Volksmund auch „Hundeknochen“ genannt.
Eine oft angebrachte Verbesserung betrifft den Ersatz des Schraub- durch einen Klappverschluss mit einem Bügel. Dieses System ist auch von Flaschen mit Bügelverschluss bekannt. Verschiedene Hersteller wie die Elison Bronze Company in Jamestown (New York) konstruierten in ihren Sockel eine sinnreiche Mechanik ein. Griffe, oft ausgebildet in Form von Schwingen, arretieren das Motometer. Werden sie geöffnet kann dieses weggeklappt werden und gibt die Einfüllöffnung frei.
Himes bot einen patentierten, zweiteiligen Sockel an. Dessen unterer Teil wurde mit dem Kühler verbunden, sodass das Justieren des Motometer, das mit dem oberen Teil verbunden war, erleichtert wurde.

### Kühlerfigur

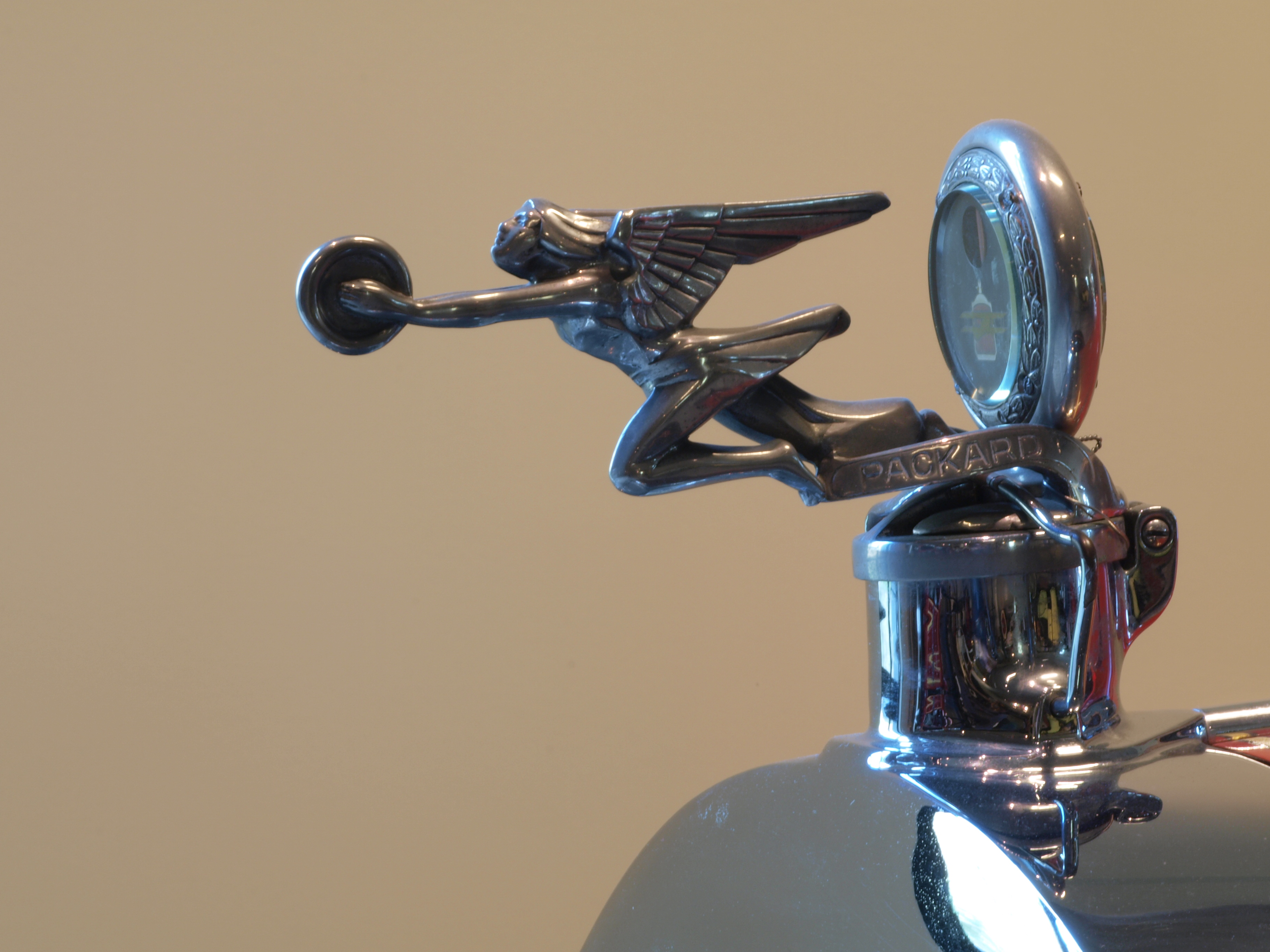
Boyce-Motometer auf einem Packard Six Modell 226 von 1926. Zum Öffnen des Kühlers werden Figur und Motometer nach hinten und der Bügelverschluss nach vorn geklappt, worauf der Kühlerdeckel abgeschraubt werden kann. Die Kühlerfigur „Goddess of Speed“ und das Packard-Logo in der Anzeige weisen auf ein Werkszubehör hin.

Das nützliche Motometer wurde oft in Verbindung mit einer Kühlerfigur verwendet. Anstelle eines Sockels hatte diese runde Öffnung. Der Sockel des Motometers wurde durch diese Öffnung geführt und auf den Kühlerverschluss geschraubt, wodurch auch die Figur fixiert wurde. Etwas aufwendiger war ein Kühlerverschluss mit Kippfunktion. Auf dem Deckel waren Figur und Motometer befestigt, zum Öffnen des Kühlers wurde nur der Deckel aufgeklappt.

### Beleuchtung
Der wohl effizienteste Ansatz zum Ablesen der Anzeige bei Nacht ist das „Glo Light“ von Boyce. Es besteht aus einem (vernickelten) Messinggehäuse das direkt an der vom Fahrer abgewandten Seite des Motometers angeschraubt ist. Die darin enthaltene Lampe hinterleuchtet die Anzeige. Das Licht fällt zudem durch drei Linsen. Die größte davon ist weiß eingefärbt und leuchtet in die Fahrtrichtung, je eine rote und grüne Linse sind seitlich angebracht als eine Art Positionslicht.
Das sehr seltene Zubehörteil wird über einen Schalter am Armaturenbrett eingeschaltet und dürfte sowohl den Gegenverkehr wie auch den Fahrer geblendet haben. Eine noch rarere Variante stellte die Leuchte der Never-Out Company in Philadelphia dar. Hier wird ein blaues Licht zum Hinterleuchten der Skala verwendet.
Einen etwas skurrilen Weg ging Boyce mit dem Cowl Light, eine Beleuchtung, welche auf dem Torpedoblech direkt vor der Windschutzscheibe angebracht wird. Sie ist vernickelt, hat die Form einer Dose, einen abnehmbaren Deckel und seitliche Öffnungen in welche farbige Glaslinsen eingepasst sind. Das Gehäuse enthält nur eine Glühbirne, welche die Linsen hinterleuchtet. Eine weiße Linse strahlt das Motometer an, je eine rote und eine grüne sind seitlich angeordnet und dienen als Positionslichter. Mitgeliefert wurde eine vernickelte Eichel, welche auf den Gehäusedeckel aufgeschraubt wurde. Sie war reine Zier und kann durch jede damals handelsübliche Kühlerfigur ersetzt werden. Das Cowl Light war für US$ 3.50 im Zubehörhandel erhältlich und ist heute sehr selten.

### „Protect-O-Cap“
Protect-O-Cap war ein Sockel aus Aluminium auf welchen das Motometer aufgeschraubt wurde. Es enthielt eine Öffnung zum Kühler die durch eine schräg angebrachte Klappe mit einer Rändelschraube aus Messing abgedeckt und gesichert wurde. Bei geöffneter Klappe ließ sich Kühlwasser nachfüllen, ohne dass dazu das ganze Thermometer entfernt werden musste. Möglicherweise war Protect-O-Cap mit verschiedenen Ziermotiven erhältlich. Eine Ausführung mit Schwingen ist bekannt. Herstellerin waren die Up-To-Date Machine Works in
Chicago.

### „Topper“
Mit einer oben am Motometer angeschraubten Halterung konnten sogenannte „Topper“ befestigt werden. Topper können Wappen, Logos, Figuren, Buchstaben, Fahnenständer oder andere Symbole mit einem zum Motometer passenden Verschluss sein. Ähnlich heutigen Aufklebern vermitteln sie Vorlieben und Hobbys des Besitzers (Sportarten, politische Parteien, Organisationen, Vereine usw.) oder auch nur eine Werbebotschaft.
Topper wurden von den Geräteherstellern angeboten aber auch von anderen Betrieben, so etwa die Giesserei L.V. Aronson. Später wurde aus diesem Unternehmen der Feuerzeughersteller Ronson.

### Diebstahlsicherung
Anders als Motometer zum Umklappen lassen sich Standard-Versionen leicht abschrauben. Die J.C. McAdams Sales Company in New York City produzierte eine Diebstahlsicherung die auf einem Patent des Gründers der Boyce MotoMeter Company, Hermann Schlaich beruhte. Sie ist aus Chromstahl und vernickeltem Messing hergestellt und besteht aus einer Kette, einem aufklappbaren Anker und einer Befestigung, welche mittels Rändelschraube direkt an den Fuß des Motometers erfolgt.

### Weitere Individualisierungen
Das bereits erwähnte Moore Motor Semaphore hatte vorn eine Metallplakette. Zwischen dieser und dem Gehäuse war ein senkrechtes Rohr versteckt das bei besonderen Gelegenheiten als Fahnenständer verwendet wurde.

### Werbeträger
Das Logo des Herstellers auf dem Motometer war weit verbreitet.
Außer den erwähnten „Toppern“ konnte man aber auch einzelne Werbebotschaften hinter dem Schauglas vermitteln. Dazu bedruckte der Hersteller seine Blechscheiben mit der gewünschten Botschaft in entsprechender Auflage und verbaute diese in seine Geräte. Solche Thermometer wurden gerne von Werkstätten und Vertretungen als Werbegeschenke abgegeben oder beim Autokauf mitgeliefert.

## Motometer-Galerie

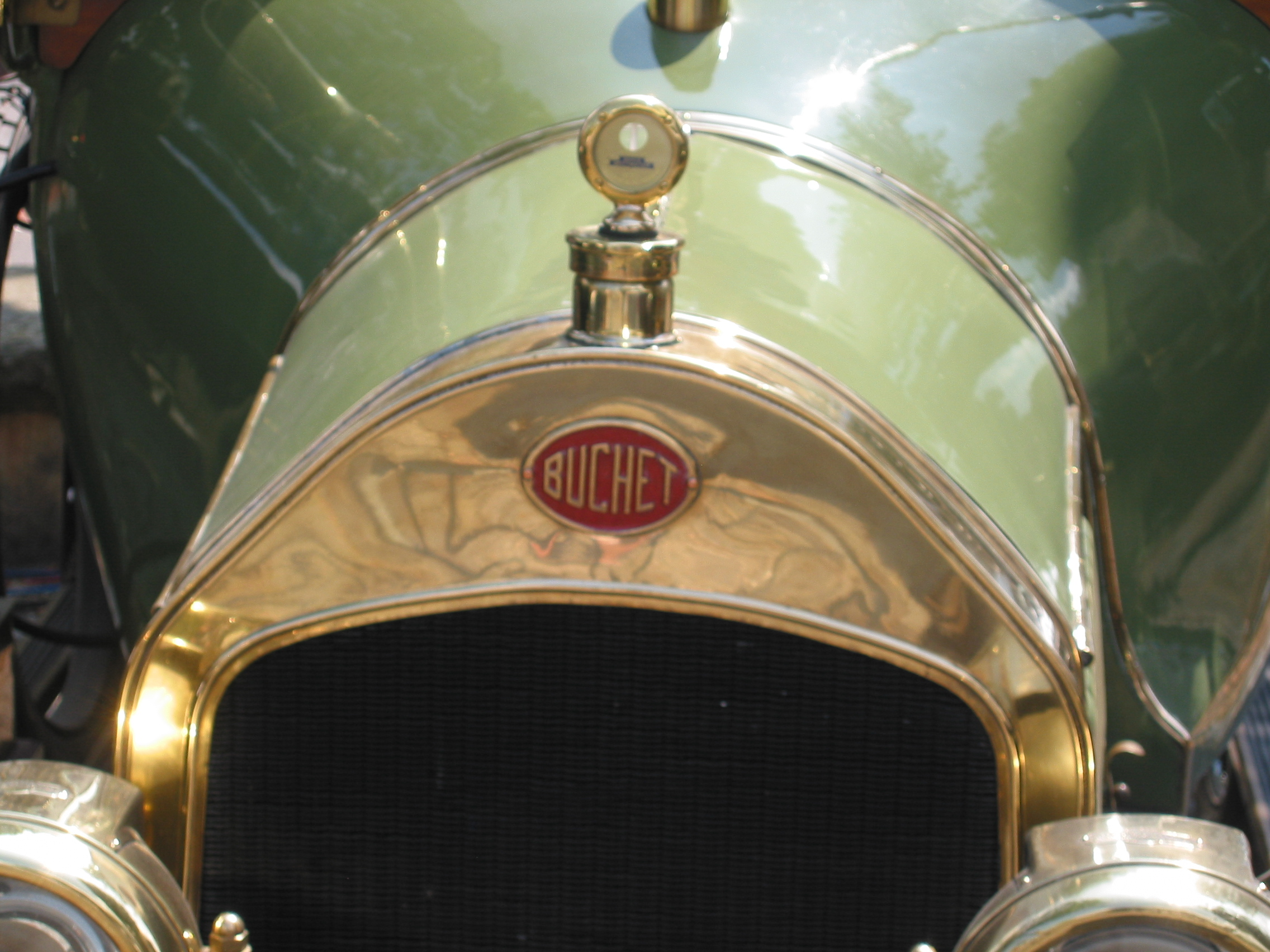
Reproduktion eines Motor-Thermometers auf einem Buchet von 1912
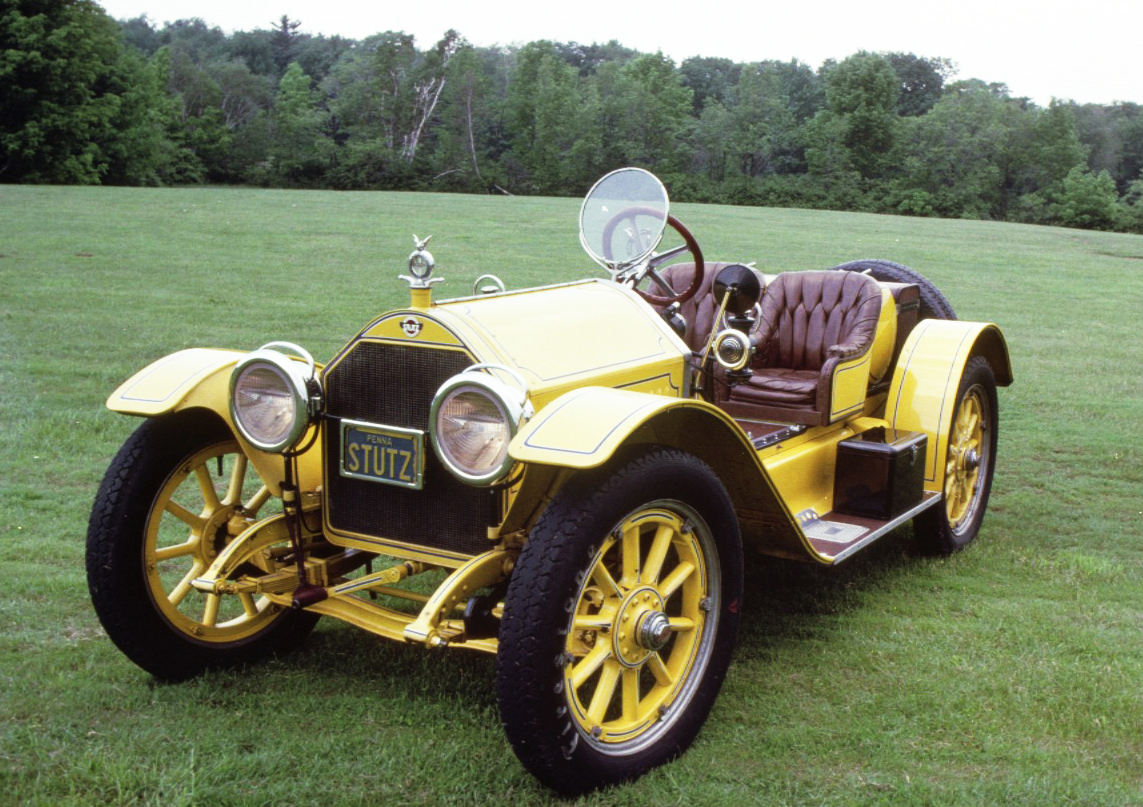
Beidseitig ablesbares Motor-Thermometer mit verziertem Gehäuse auf einem Stutz Bearcat, ca. 1913
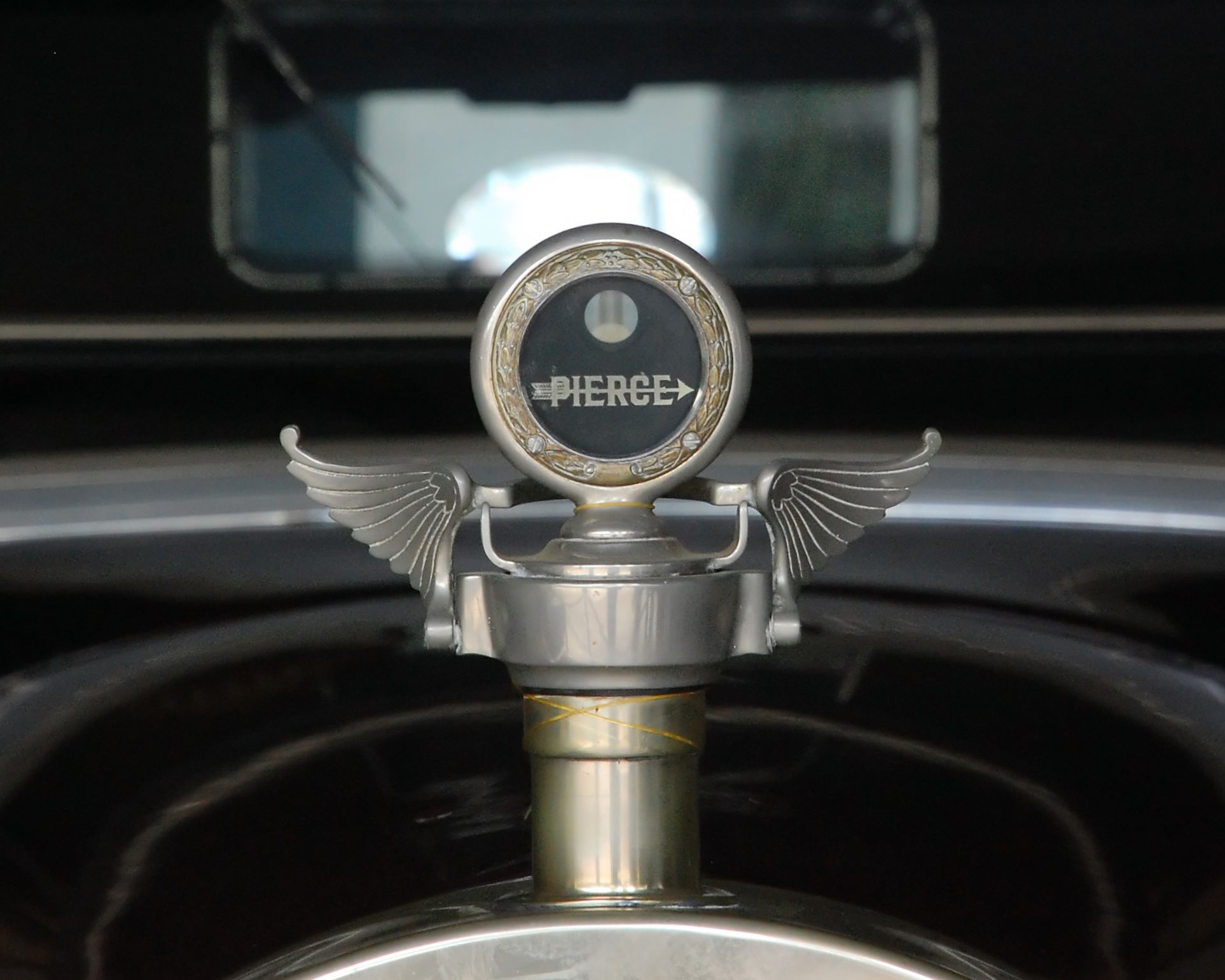
Boyce-Motometer mit Art déco Verzierung auf einem Pierce-Arrow von 1919. Die Schwingen dienen als Handgriff um den Kühlerverschluss samt Motometer nach vorn zu klappen.
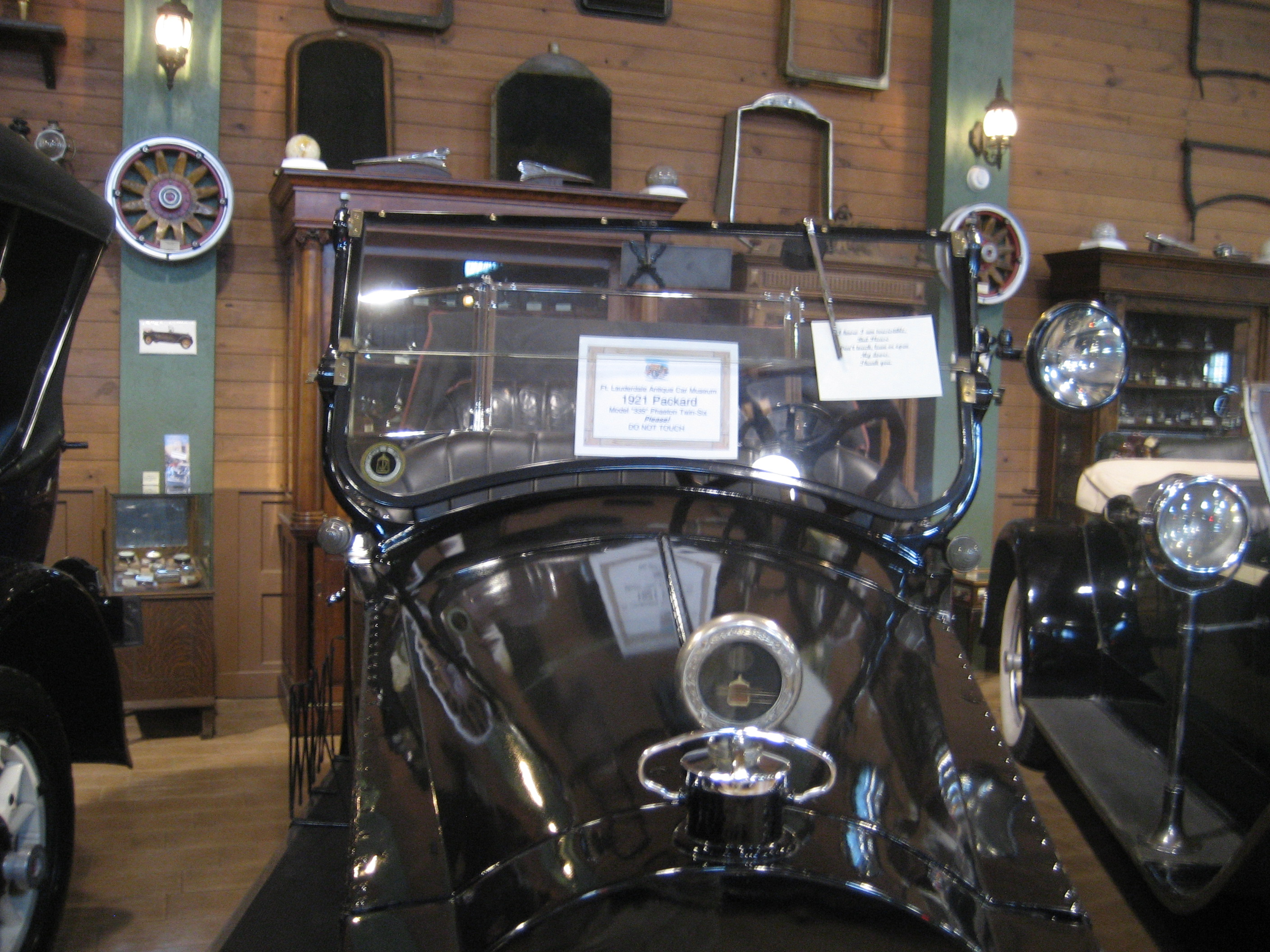
Boyce-Motometer auf einem Packard Twin Six von 1921
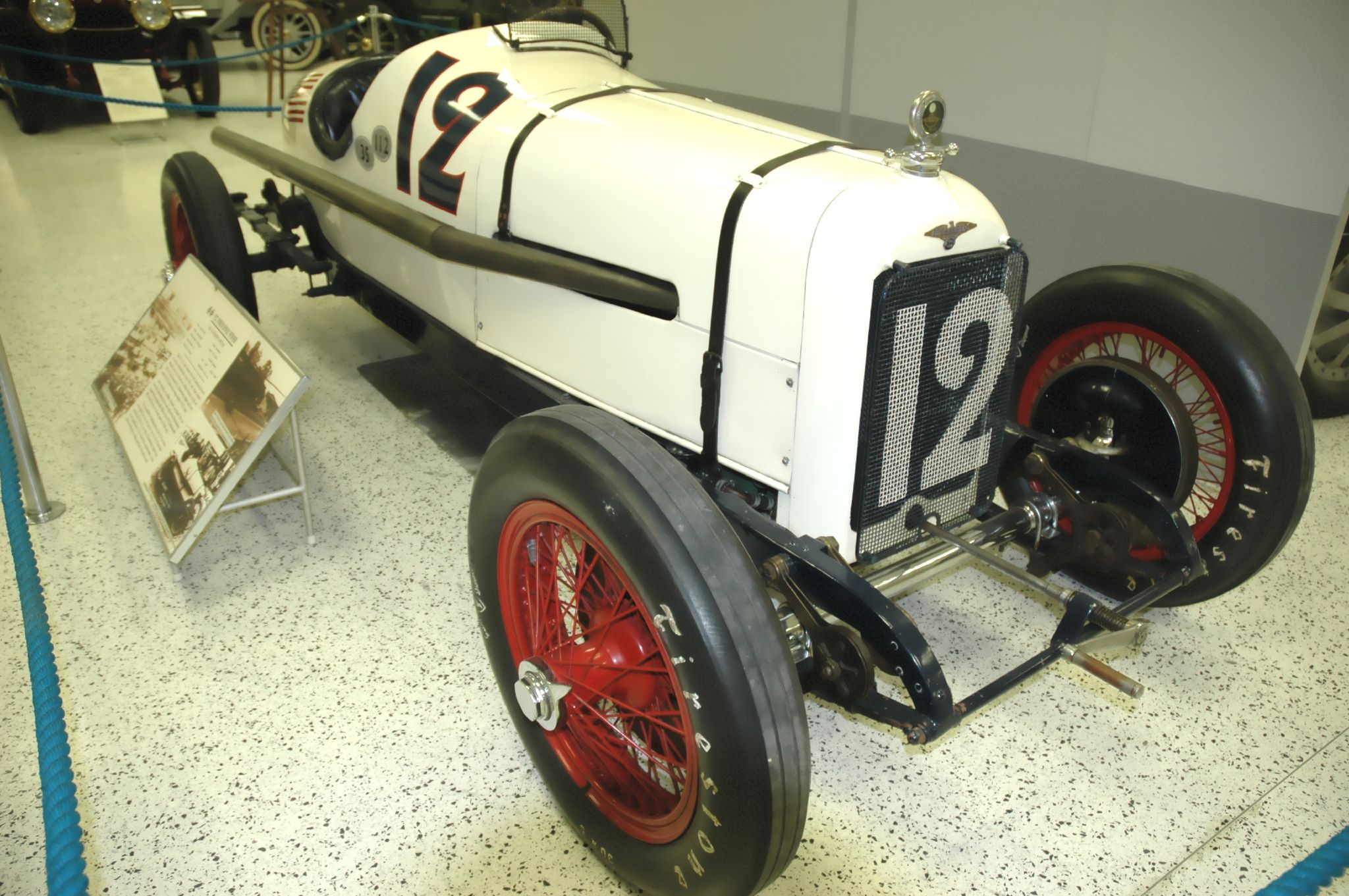
Auch auf Rennautos wurden Motometer verwendet, hier auf dem Siegerwagen des GP von Frankreich 1921 und der 500 Meilen von Indianapolis 1922, einem Duesenberg Type 183.
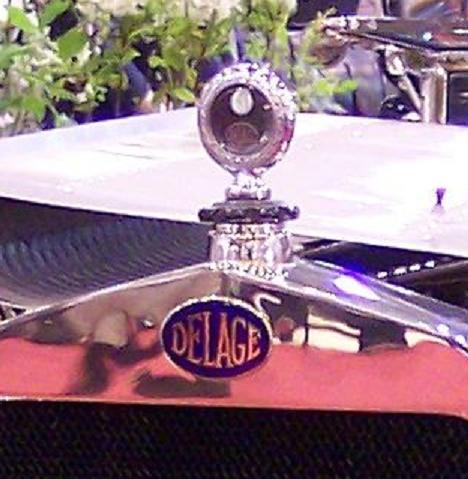
Motometer auf einem Delage aus den 1920er Jahren
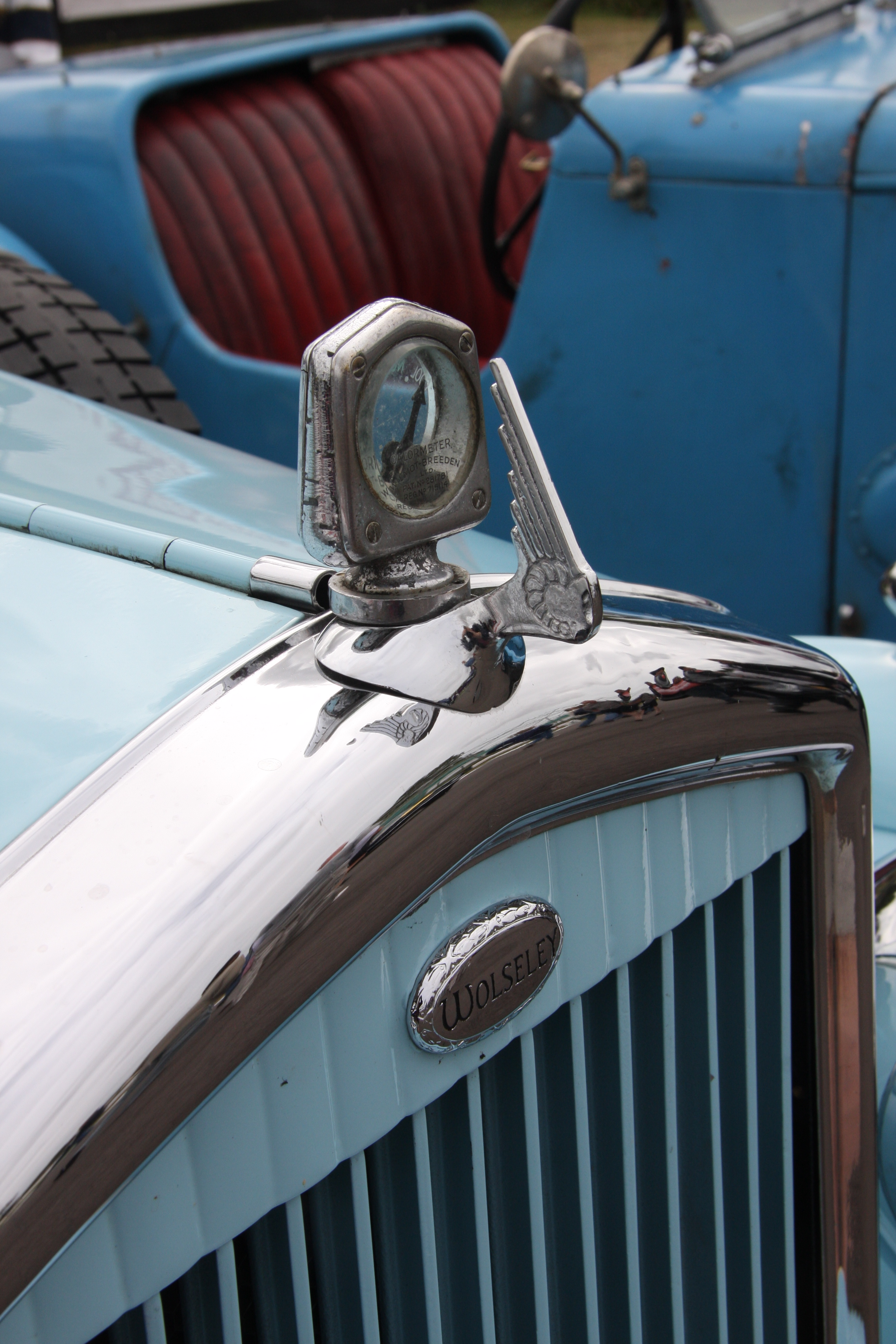
Ungewöhnliches Motometer auf einem Wolseley, ca. 1930.